# Água Fria (Bahia)
Pour les articles homonymes, voir Água Fria.
Água Fria est une municipalité brésilienne de l'État de Bahia et la Microrégion de Feira de Santana.